# Vester Flakkebjerg Herred

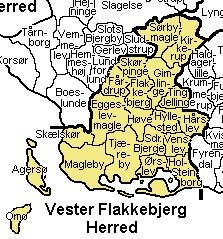
Vester Flakkebjerg Herred

Vester Flakkebjerg Herred was een herred in het voormalige Sorø Amt in Denemarken. Oorspronkelijk vormde  Vester Flakkebjerg samen met Øster Flakkebjerg Herred een herred. Kerkelijk werd de herred al in de 17e eeuw gedeeld, bestuurlijk in 1819. In 1970 werd het gebied deel van de provincie Vestsjælland.

## Parochies
Naast de stad Skælskør omvatte de herred 19 parochies. 
- Agersø
- Eggeslevmagle
- Flakkebjerg
- Fårdrup
- Gimlinge
- Holsteinborg
- Hyllested
- Hårslev
- Høve
- Kirkerup
- Magleby
- Omø
- Skælskør
- Skørpinge
- Sønder Bjerge
- Sørbymagle
- Ting Jellinge
- Tjæreby
- Venslev
- Ørslev